# Pokrov, Ukraina
Pokrov (tiếng Ukraina: Покров) là một thành phố của Ukraina. Thành phố này thuộc tỉnh Dnipropetrovsk. Thành phố này có diện tích 26 km2, dân số theo điều tra dân số năm 2012 là 40941 người.